# M.I.A. - La cattiva ragazza della musica
M.I.A. - La cattiva ragazza della musica (Matangi/Maya/M.I.A.) è un film documentario del 2018 diretto da Steve Loveridge.
La pellicola è incentrata sulla vita privata, carriera ed attivismo politico di M.I.A., rapper e cantante britannica originaria dello Sri Lanka. Il film include del materiale musicale relativo alla carriera di M.I.A. come performance e video musicali, interviste inedite dell'artista e del materiale che lei stessa ha girato in vari momenti della sua vita, sia dopo aver raggiunto la fama che prima. La presenza di questo materiale è dovuta al fatto che durante l'adolescenza M.I.A. aspirasse a diventare una documentarista, ambizione messa da parte nel momento in cui comprese che la musica costituiva un mezzo più rapido per esprimere se stessa. Nonostante la presenza di filmati girati direttamente dall'artista, M.I.A. non è accreditata fra i registi dell'opera.

## Trama
Il film ripercorre l'intera vita di M.I.A. in tutte le sue fasi. Si parte naturalmente con il periodo precedente alla fama: la nascita in Sri Lanka con il nome di Matangi; l'emigrazione forzata in UK e l'assunzione del nome di Maya; un'adolescenza passata come una qualsiasi ragazza occidentale e contraddistinta da un forte amore per gli Stati Uniti D'America e tutto ciò che li riguardava, ma nel contempo anche da una nostalgia per la terra natia e per un padre con cui avrà modo di trascorrere del tempo soltanto dopo che questi è emigrato anch'esso dopo aver combattuto anni durante la Guerra Civile in Sri Lanka. Si parla anche della passione per i documentari che la porterà a trascorrere un periodo in Sri Lanka per firmare dal vero cosa accade in quella terra: ciò determinerà l'evoluzione del pensiero politico dell'artista, che diventerà profondamente rilevante nella seconda parte del film.
Il film si sposta poi sugli esordi musicali di M.I.A.: i primi lavori come ballerina di un'artista britpop, l'interesse per l'hip-hop che la porterà a lasciare questo settore per dedicarsi alla composizione di propria musica, le prime audizioni, il primo successo musicale con Galang, le prime esibizioni e pubblicazioni musicali, la relazione con la futura superstar musicale Diplo. Di qui si arriva alla pubblicazione del suo primo album ed al grandissimo successo ottenuto con il secondo, con conseguente nomination a Grammy e Oscar nello stesso anno: non mancano le critiche, tuttavia in questo momento il mondo sembra amare M.I.A. quasi all'unaminità. Proprio in quel periodo l'artista inizia a maturare l'idea di utilizzare la sua fama e visibilità per rendere nota la vera situazione dello Sri Lanka, a suo dire differente da quanto dipinta dai media: questa scelta trasformerà rapidamente la visione che i media ed il grande pubblico hanno di M.I.A., dando inizio ad un vero e proprio boicottaggio mediatico. In questi anni, M.I.A. cambia completamente la sua idea sugli USA. Nel frattempo l'artista diventa anche madre.

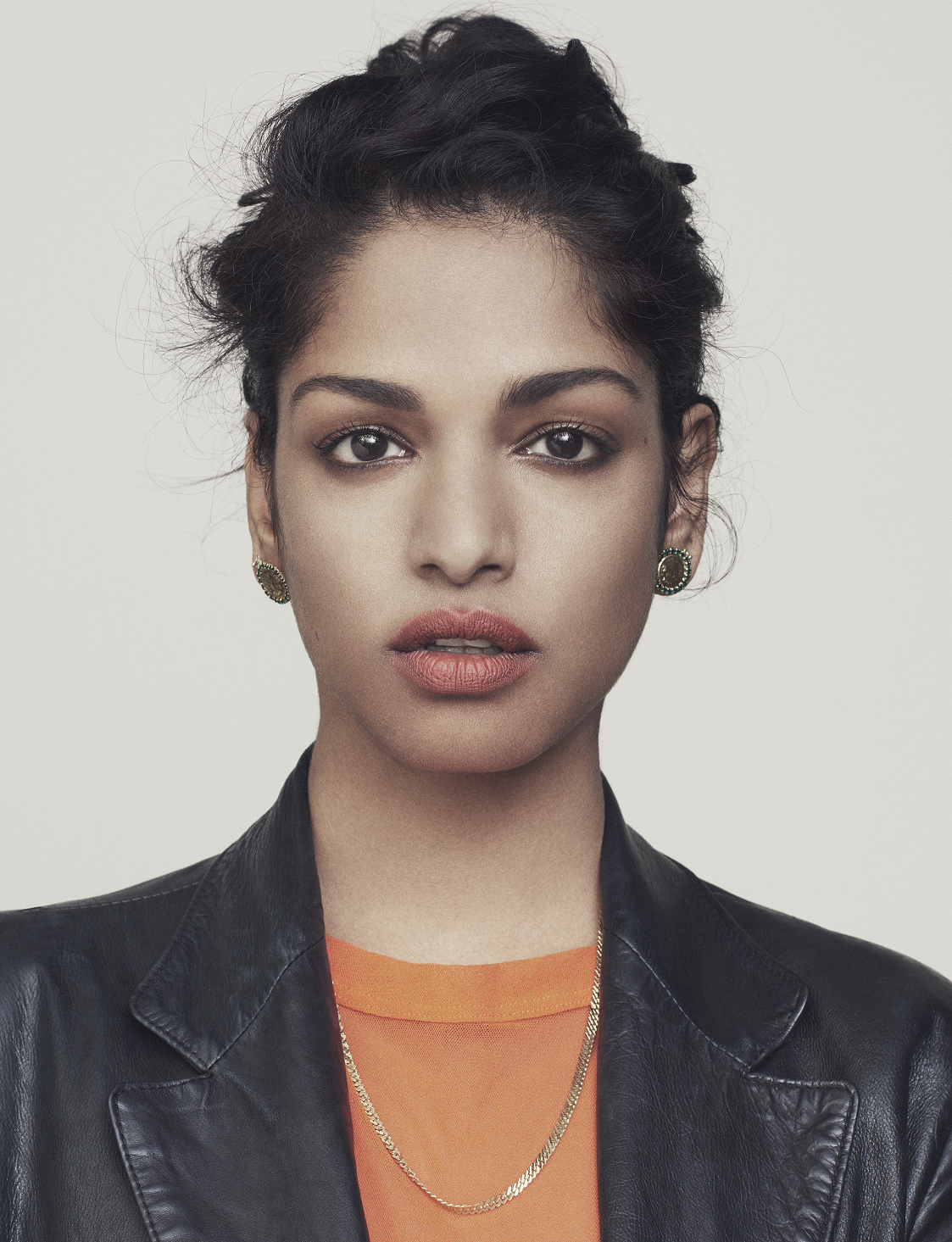
M.I.A, protagonista del documentario, nel 2018

In seguito a questi avvenimenti, M.I.A. ha una grande opportunità di rilancio quando Madonna decide di collaborare con lei nel brano Give Me All Your Luvin e di portarla sul palco del Super Bowl: nel giorno di pubblicazione del brano viene pubblicato anche uno dei singoli più noti di M.I.A., Bad Girls. M.IA. è tuttavia stupita in negativo anche da ciò che circonda Madonna, e così compie un atto che diventerà estremamente modo: fa il gesto del dito medio nel bel mezzo della sua performance al Super Bowl, scatenando una reazione mediatica feroce ed una denuncia ancora più feroce da parte della NFL. Da quel momento in poi, M.I.A. capisce di non poter più comportarsi da popstar e decide che, da quel momento in poi, avrebbe pubblicato soltanto la musica che esprimeva davvero se stessa e portato avanti in maniera autonoma una campagna d'informazione sulla situazione in Sri Lanka attraverso i social network. Ne è un esempio il video di Borders, tra i più censurati nella storia.
Da questo punto in avanti, la carriera di M.I.A. si baserà dunque completamente su questo, allontanando dunque gran parte del grande pubblico ma formando attorno a sé dei fan molto fedeli interessati a lei non solo come artista ma anche come persona. Questo percorso si corona con quello che M.I.A. considererà il traguardo più importante della sua intera vita e carriera: la possibilità di partecipare ad un importante convegno come relatrice, così che la sua voce possa finalmente essere ascoltata senza che nessun media di massa possa in qualche modo oscurarla o travisarla.

## Produzione
La produzione del film è iniziata nel 2011 per un'idea dello stesso Steve Loveridge, da sempre amico di M.I.A. Nel 2013, Loveridge ha accusato la Interscope Records (casa discografica di M.I.A. del tempo) di aver causato dei ritardi nella realizzazione del progetto. Il video in cui era contenuta questa lamentela è stato fatto cancellare da Interscope e Roc Nation, altra etichetta a cui M.I.A. era legata al tempo, per una violazione del diritto d'autore. Sul momento Loveridge decise di rinunciare al progetto, tuttavia il teaser incriminato era stato notato dalla compagnia di produzione Cinereach: a questo punto Loveridge ha ricominciato a lavorare al progetto, che questa volta è stato portato avanti come documentario non-profit supportato da un crownfunding: in questa modalità, il film ha potuto includere le canzoni di M.I.A. anche senza le autorizzazioni delle case discografiche.

## Pubblicazione
Il film è stato presentato per la prima volta al Sundance Film Festival 2018, per poi apparire in altri festival prestigiosi come il Berlino Film Festival e il San Francisco International Film Festival. Dopo essere approdato anche in numerosi altri festival meno importanti in giro per il mondo, il film è stato distribuito a livello cinematografico in cinema selezionati, dapprima in UK e USA e poi nel resto del mondo. La stessa M.I.A. ha avuto modo di visionare l'opera intera per la prima volta durante il Sundance Film Festival, sebbene si fosse mantenuta in contatto con il regista durante l'intero processo creativo.

## Accoglienza
Il film ha ricevuto recensioni prettamente positive dalla critica: Rotten Tomatoes gli ha assegnato un gradimento dell'88% mentre Metacritic gli ha assegnato un punteggio di 70 su 100.